# New York City Boy
New York City Boy är en låt av den brittiska duon Pet Shop Boys. Det var den andra singeln från albumet Nightlife 1999. 
Singeln nådde som bäst 14:e plats på den brittiska singellistan och blev 1:a på Billboards Hot Dance Club Songs i USA. Låten blev även en hit i flera europeiska länder. I Sverige blev den 9:a på singellistan.
Videon till låten är inspelad på Studio 54 i New York.

## Låtförteckning
UK CD single 1: Parlophone
1. "New York City boy" (radio edit)
2. "The Ghost of Myself"
3. "New York City boy" (The Almighty Definitive Mix)
4. "New York City boy" (Enhanced video)

UK CD single 2: Parlophone
1. "New York City boy" (album version)
2. "Casting a Shadow"
3. "New York City boy" (Superchumbo's Uptown Mix)
4. "Casting a Shadow" (enhanced eclipse video footage)

UK cassette single
1. "New York City boy" (radio edit)
2. "The Ghost of Myself"
3. "New York City boy" (The Almighty Definitive Mix)

US CD single: Parlophone/ Sire Records
1. "New York City boy" (radio edit)
2. "New York City boy" (The Superchumbo uptown mix)
3. "New York City boy" (The Superchumbo downtown dub)
4. "New York City boy" (The Almighty definitive mix)
5. "New York City boy" (The Almighty man on a mission mix)
6. "New York City boy" (The Thunderpuss 2000 club mix)
7. "New York City boy" (The Thunderdub)
8. "New York City boy" (The Morales club mix)
9. "New York City boy" (The Lange mix)

UK remixes 12" dubbel vinyl: Parlophone
1. "New York City boy" (The Morales club mix)
2. "New York City boy" (The Almighty man on a mission mix)
3. "New York City boy" (The Lange mix)
4. "New York City boy" (The Thunderpuss 2000 club mix)
5. "New York City boy" (The Superchumbo donwtown dub)

UK 12" vinyl: Parlophone
1. "New York City boy" (Almighty definitive mix)
2. "New York City boy" (Almighty man on a mission mix)
3. "New York City boy" (Superchumbo's uptown mix)
4. "New York City boy" (Superchumbo's downtown dub)
5. "New York City boy" (The Morales club mix)
6. "New York City boy" (Thunderpuss 2000 club mix)
7. "New York City boy" (The Lange mix)